# 도호촌
도호촌(일본어: 東峰村)은 일본 후쿠오카현 중남부에 있는 아사쿠라군의 촌이다.

## 지리
후쿠오카현 남동부에 속하고 오이타현 히타시와 인접한다. 대부분이 산지이며 겨울은 눈이 쌓이기 쉬운 지역이다. 옛 지쿠젠국에 속하지만 옛 부젠국과 분고국과의 경계에 위치한다.

### 인접한 자치체
- 후쿠오카현
  - 아사쿠라시
  - 가마시
  - 다가와군 소에다정

- 오이타현
  - 히타시

## 역사
- 1889년 4월 1일 - 정촌제 시행으로 고이시와라촌과 호슈야마촌이 성립하였다.
- 2005년 3월 28일 - 고이시와라촌과 호슈야마촌의 대등 합병으로 도호촌이 성립하였다.

## 경제
구 고이시와라촌 지구의 특산품으로는 고이시와라 도자기(도기·국가 지정 전통 공예품)가 있다.

## 교통

### 철도
- 규슈 여객철도 히타히코산선

### 도로
- 국도 211호선
- 국도 500호선